# Pochteca
Un pochtecatl  (plurale pochteca) era un mercante che viaggiava su lunghe distanze all'interno dell'impero azteco. Si trattava di una classe sociale piccola ma importante, dato che oltre a favorire il commercio diffondevano comunicazioni vitali in giro per l'impero, fin oltre i suoi confini. I pochteca uscivano anche dall'impero per commerciare con le terre vicine della Mesoamerica. A causa del continuo viaggiare e della loro conoscenza dell'impero, venivano spesso usati come spie.

## Status nella società azteca
I pochteca occupavano un livello alto nella società azteca, subito sotto i nobili. I pochteca erano responsabili della fornitura di materiali che i nobili usavano per esibire il proprio potere. Questi oggetti erano spesso importati dai popoli stranieri. I pochteca commerciavano per conto dei nobili i tributi in eccesso (cibo, indumenti, piume e schiavi) al mercato, o li portavano in altre aree per scambiarli con beni di commercio.
A causa del successo conseguito dei pochteca, molti di loro divennero potenti quanto la classe nobile, ma erano obbligati a nascondere in pubblico questo potere. Le spedizioni commerciali partivano spesso di sera, e la potenza dei mercanti veniva esibita solo nelle sale della gilda. Nonostante fossero politicamente ed economicamente potenti, i pochteca si sforzavano di evitare attenzioni non dovute. I mercanti seguivano le proprie leggi nei loro calpulli, venerando il loro dio, Yacatecuhtli, "Il Signore che Guida", una delle rappresentazioni di Quetzalcoatl. Alla fine i mercanti furono elevati al rango dei guerrieri degli ordini militari.

## Organizzazione
I pochteca erano organizzati in dodici gilde, ognuna con base in uno dei centri urbani della Valle del Messico: 
- Tenochtitlán
- Tlatelolco
- Huitzilopocho
- Cuautitlán
- Azcapotzalco
- Mixcoac
- Texcoco
- Huexotla
- Cóatlichan
- Otompan
- Xochimilco
- Chalco

I mercati facevano parte di un sistema complesso. Nella valle esistevano quattro livelli di mercati:
- Il grande mercato di Tlatelolco che si teneva giornalmente.
- Il mercato di Texcoco e Xochimilco.
- Il Macuiltianquiztli tenuto ogni cinque giorni dalle città-stato di Huitzilopocho, Cuautitlán, Azcapotzalco, Mixcoac, Huexotla, Cóatlichan, Otompan e Chalco.
- I mercati delle città e dei villaggi più piccoli.

Alcune città avevano mercati specializzati:
- Azcapotzalco era un mercato di schiavi.
- Texcoco vendeva ceramiche e vestiti.
- Acolman era specializzato in cani ed animali da cibo introdotti dai Nisei.
- Tepepulco vendeva uccelli, importanti per le loro piume.

L'ufficiale di grado più elevato dei pochteca di Tenochtitlán era il Pochtecatlailotlac, il Mercante-Arbitro che era anche uno dei giudici del Tlacxitlan, la più importante corte giuridica. 
Ognuna di queste città conteneva un distretto di mercanti ed un mercato, il tianquiztli, anche il più grande era il tianquizco di Tlatelolco, quinto campan di Tenochtitlán. Tlatelolco era composto da sette calpulli abitati dai pochteca: Pochtlan, Ahhuachtlan, Atlauhco, Acxotlan, Tepetitlan, Itztolco e Tzommolco. Ogni calpulli pochteca era governato dal Pochtecatlatoque, il mercante Oratore o Capo. Quelli dei distretti Pochtlan e Acxotlan avevano titoli speciali:
- Il Tlailotlac di Pochtlan era il giudice degli affari commerciali, sovrintendeva il commercio dei Pochteca Teucnehnenqueh, i 'signori che viaggiano'. I mercanti con più esperienza, i Pochtecahuehuetqueh, lo aiutavano a gestire gli affari commerciali del distretto.
- L'Acxoteca di Acxotlan era il Mercante-Generale dei Naualoztomeca.

I pochtecatlatoque erano i pochteca più anziani, quelli che non viaggiavano più, ma che invece fungevano da amministratori sovrintendendo i giovani pochteca ed amministrando il mercato. 
Il volume del commercio che passava dal grande tianquizco di Tlatelolco rimase irraggiungibile nel resto della Mesoamerica. Gli Aztechi fondarono speciali istituzioni e cariche per gestire questo sistema:
- Il Pochtecatlailotlac, il ‘primo dei mercanti’ era il governatore di Tlatelolco, e rispondeva a Huey Tlatoani e ad un magistrato del Teuctlahtohqueh, i giudici imperiali.
- I Tianquizpan Tlayacanqui, i Giudici del Mercato, verificavano il rispetto delle leggi pochteca e giudicavano ogni ladro colto nei confini del tianquizco. La corte commerciale Pochteca Tlahtocan aveva tre livelli, e tra i tre ed i cinque giudici si riunivano ogni giorno di mercato.
- L'onnipresente Tianquiztlacanqui amministrava giorno per giorno l'organizzazione del mercato, controllando il rispetto delle leggi e cercando eventuali truffatori. Assicuravano anche il pagamento della tassa imperiale sul commercio, la pochtecatequitl, obbligatoria su tutti gli scambi.

## Tipi di Pochteca
I mercanti di professione erano classificati nei seguenti ruoli:
- Gli importatori: pochteca e oztomeca.
- I grossisti:  tlaquixtiani.
- I dettaglianti: tlanecuilo.

I pochteca erano divisi nei seguenti tipi:
- I Pochteca Teucnehnenqueh, i pochteca che commerciavano per conto dei nobili. Erano considerati di rango più elevato dei semplici pochteca, e svolgevano anche alcuni affari privati.
- I Pochteca Naualoztomeca, che cercavano merci rare, spesso per conto proprio, ma che venivano usati anche come spie dell'impero. Un oztomecatl (plurale oztomeca) era una guardia-mercante che cercava nuovi mercati o risorse, e beni che interessavano a Tenochtitlán. I mercanti-guerrieri anziani erano noti come Teyahualonime, con il generale a cui veniva assegnato il titolo di Acxotecatl. Spesso il commercio effettuato da questi mercanti-guerrieri era il presupposto per una conquista militare.

Tra questi gruppi si trovavano anche:
- I Tecouanime, i mercanti di schiavi. Erano spesso indicati come i mercanti più ricchi, dato che giocavano un ruolo di primo piano nella fornitura di schiavi usati nei sacrifici rituali.
- Gli Iyahqueh, mercanti che erano stanziati in stazioni di posta fuori città, e che operavano il commercio su grandi distanze.
- I Tlanamacani, venditori che fungevano da agenti delle gilde pochteca.

## Commercianti minori
I Tlanecuilo o Tlanecuiloani, i commercianti regionali e i venditori ambulanti, non facevano parte delle gilde pochteca, ma erano una parte importante del commercio. Trattavano cibo e beni di comune utilità piuttosto che merce di lusso, che era ad appannaggio dei pochteca, e spesso si specializzavano in particolari oggetti quali:
- Gli Huauhnamacac erano venditori che trattavano sementi di amaranto. Molte raffigurazioni degli dei usate durante le cerimonie (soprattutto Huitzilopochtli) erano fatte con amaranto misto a miele che doveva essere mangiato dalle persone.
- Gli Iztanamacaque, venditori di sale.
- I Tlacemanqui vendevano oggetti in argento e oro.
- I Tlanamacac erano produttori che si recavano al mercato per vendere la roba che avevano prodotto.